# Eskifjörður (fiord)
Eskifjörður – fiord we wschodniej  Islandii, w regionie Fiordów Wschodnich, boczna zatoka fiordu Reyðarfjörður, położona w jego północnej części. Wcina się w ląd na około 4,5 km, a przy wejściu osiąga szerokość około 1,5 km. Masywy górskie po obu stronach fiordu sięgają 1000–1100 m n.p.m.. 
Między fiordem Eskifjörður i Reyðarfjörður znajduje się niewielki półwysep i kilka wysepek, które chronione są od 1973 roku jako rezerwat przyrody Hólmanes.
Na północnym i wschodnim brzegu fiordu położona jest miejscowość Eskifjörður. Wzdłuż zachodniego brzegu biegnie droga nr 92 z miejscowości Reyðarfjörður, która za Eskifjörður pokonuje tunel Norðfjarðargöng, którym dotrzeć można do miejscowości Neskaupstaður. Tereny nad fiordem wchodzą w skład gminy Fjarðabyggð.